# Pont Sous-Terre
Le pont Sous-Terre est un pont routier et piéton sur le Rhône, situé dans le canton de Genève, en Suisse.

## Localisation
Le pont Sous-Terre est le sixième pont le plus en amont du Rhône après sa sortie du lac Léman. C'est également le dernier pont routier situé sur le territoire de la ville de Genève. Il présente une déclivité de 6 % pour combler la dénivellation entre le quartier de Saint-Jean sur la rive droite et celui de La Jonction sur la rive gauche.

## Histoire
La première traversée du Rhône entre Saint-Jean et La Jonction est réalisée par des privés sous la forme d'une passerelle piétonne en 1891. Elle est donnée à l'État de Genève en 1921 et existe jusqu'en 1968 lorsque la construction d'un pont routier est lancée.
Ce pont fait alors partie du plan général de circulation qui vise à poursuivre la semi-autoroute des Jeunes à travers La Jonction via le pont de Saint-Georges et la rue des Deux-Ponts jusqu'à la gare Cornavin. Lors des travaux de construction du pont, les fouilles permettent de mettre au jour les ruines du prieuré de Saint-Jean, situé à l'entrée du pont sur la rive droite, et dont l'emplacement exact était alors inconnu à la suite de sa destruction en 1535.
Lors de la construction du pont, une seconde phase de travaux est alors prévue, en particulier pour réaliser le trottoir piéton en amont, mais n'a jamais été réalisée. Le pont n'a donc pas de trottoir du côté amont mais, à la place, une passerelle piétonne provisoire datant de 1976 qui est accolée au pont.

## Données techniques
Le tablier du pont est formé par une poutre continue rectiligne droite en béton posée sur des piles également en béton.
Si le trafic routier sur le pont Sous-Terre a augmenté de 28 000 à 29 000 entre 1990 et 2000, il a ensuite diminué pour atteindre moins de 26 000 véhicules en 2006.